# Caisse de résonance
Pour les articles homonymes, voir Résonance (homonymie).

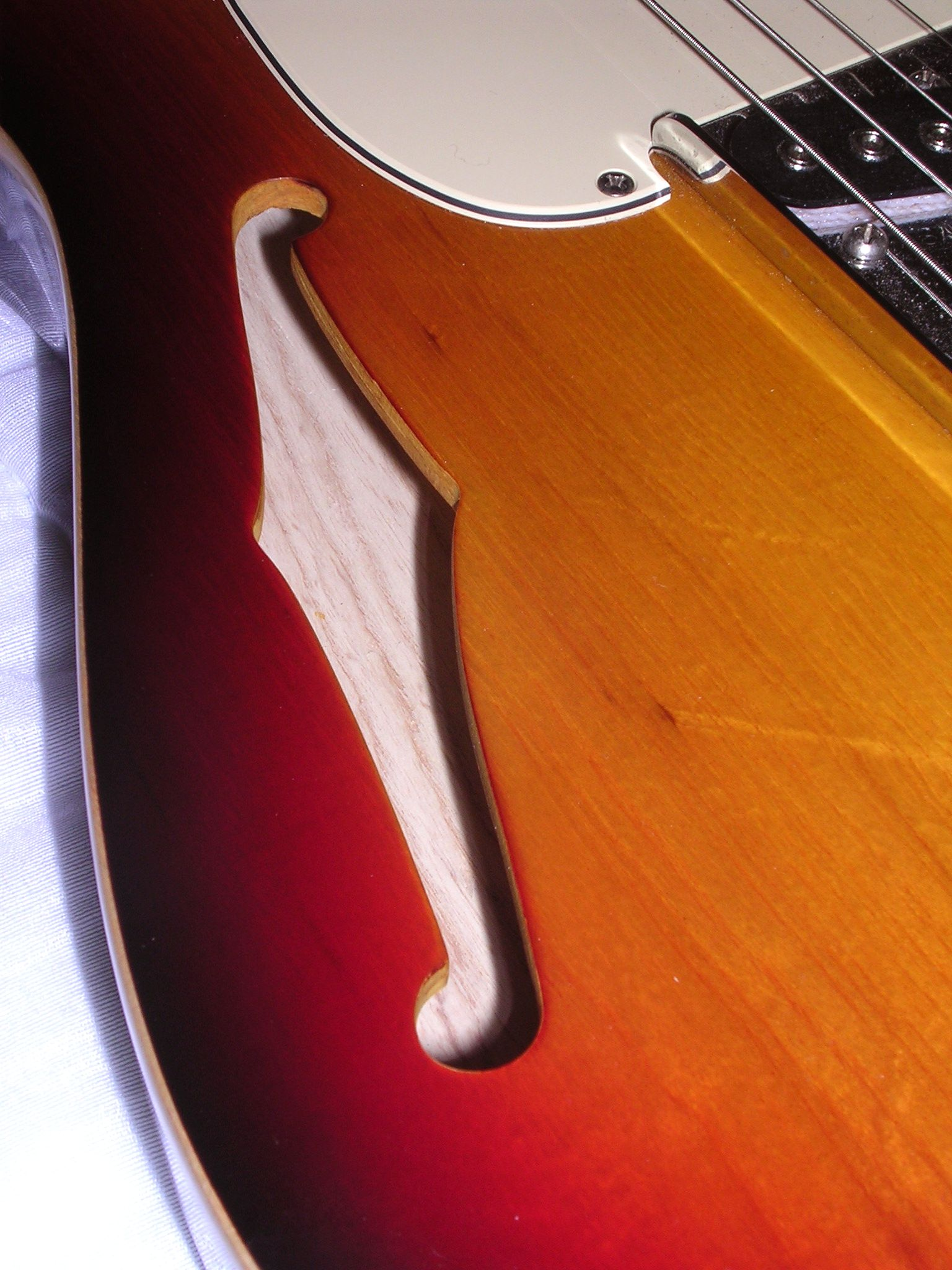
Guitare électrique de G&L dite semi-hollow, comportant une caisse de résonance à deux chambres.

En organologie, on appelle caisse de résonance la partie d'un instrument qui a pour rôle de recevoir et d'amplifier la vibration produite par la ou les sources de son  - la ou les corde(s) ou par la membrane. Cette partie creuse transmet au volume d'air contenu dans la cavité qu'elle constitue les vibrations, afin d'amplifier l'intensité du son.
L'air dans le résonateur (la caisse) produit l'onde sonore ou acoustique. A l'intérieur du résonateur, l'onde sonore est amplifié, il change son intensité acoustique.
Dans la famille des instruments à cordes — violon, guitare, luth, etc. — la caisse de résonance se compose d'une table d'harmonie et d'un fond relié par des éclisses.
Les objets sonores, comme la masse, le timbre harmonique, la dynamique ou l'intensité et la durée sonore, changent en fonction du volume, de la forme et de la matière de la caisse de résonance, ou le résonateur. Tous ces facteurs collaborent à donner à l'instrument une valeur subjective de sa sonorité, qu'on appelle souvent la « projection » et qui correspond à la puissance sonore qu'il est capable de développer par son amplification naturelle du son.

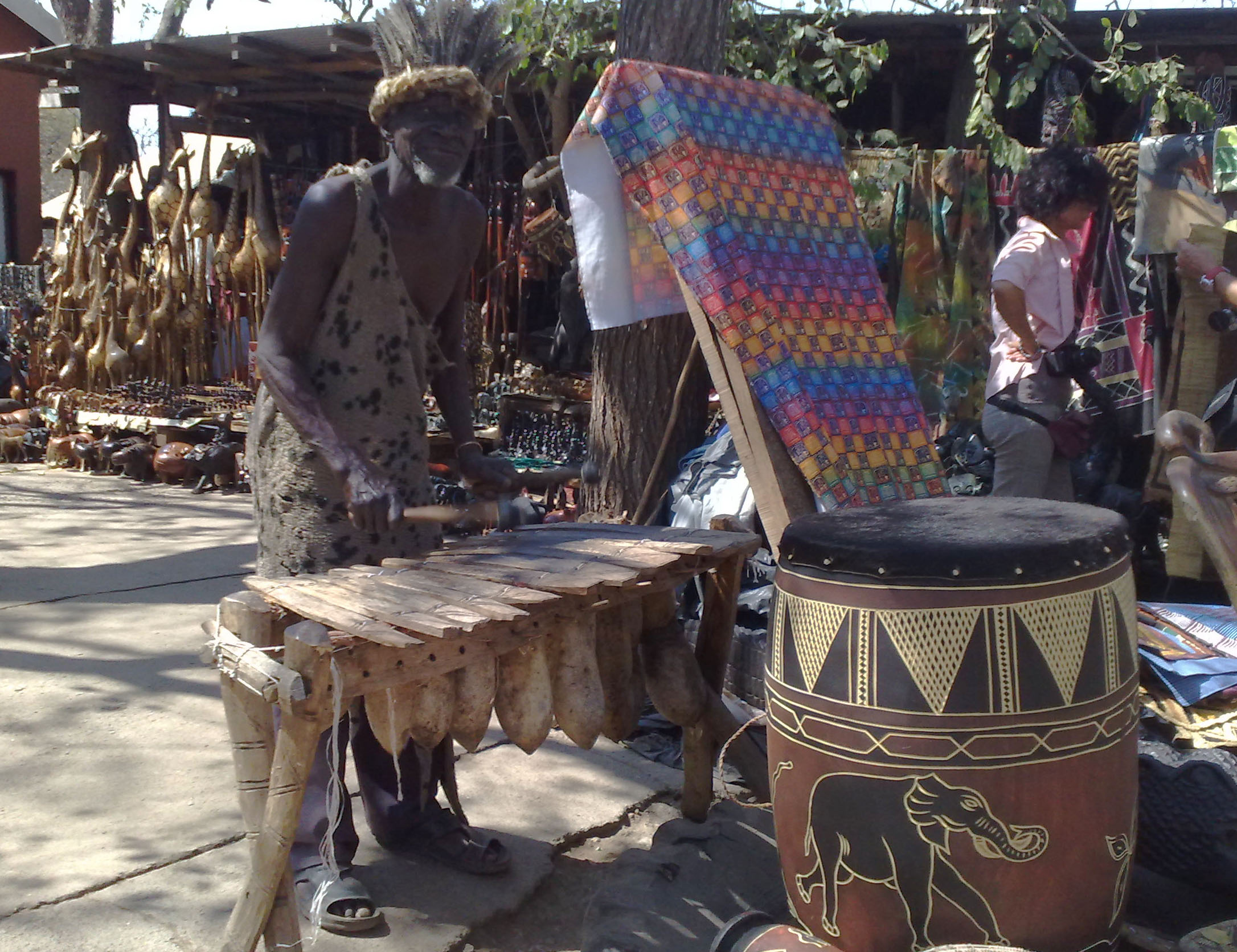
Gourdes utilisées comme caisse de résonance (silimba, Zambie)

Quelques exemples de caisses de résonance « de fortune » ou encore « primitives » , à partir de sources primaires : un bidon, une poterie, une calebasse, la bouche — pour la guimbarde par exemple, les deux mains disposées en porte-voix, etc.
Au cours du temps, afin d'améliorer le son rendu par l'instrument, les caisses de résonances se sont très largement améliorées. Une des principales différences entre celle d'un instrument classique et une primitive provient des barrages. 
En effet, une caisse de résonance d'instrument est loin d'être une simple boîte ou caisse en bois. A l'intérieurs, collées sur la table d'harmonie et sur le fond, des pièces de bois rectangulaires guident le son et favorisent l'émergence d'une harmonie. Selon la complexité du barrage et sa qualité, les instruments diffèrent en puissance et sonorité.